# 雷電四
飛馬座55，又名BD+08 4997，HD 218329、SAO 127976、HR 8795，是飛馬座的一颗恒星，视星等为4.52，位于銀經84.62，銀緯-45.55，其B1900.0坐标为赤經23h 1m 57.9s，赤緯+8° -45.55′ 9″。